# Un traître à notre goût
Un traître à notre goût (Our Kind of Traitor) est un roman d'espionnage britannique écrit par John le Carré et publié en 2010.
Le roman, publié aux éditions du Seuil, a été de nouveau publié dans la collection « Points ». Comptant dans cette dernière édition 446 pages, il est divisé en 17 chapitres.

## Résumé
Le roman comporte quatre parties officieuses, liées à l'action des personnages et aux lieux dans lesquels ils agissent. L'action se déroule au cours des mois de mai, juin et juillet 2008.
Antigua
Peregrine Makepeace, que tout le monde appelle Perry, est un jeune professeur de littérature anglaise à l'université d'Oxford. Il est en séjour touristique à Antigua avec sa fiancée, Gail Perkins, jeune avocate dynamique d'un cabinet londonien. Pour eux, ce séjour à Antigua est l'occasion de prendre quelques jours de repos et de faire le point sur leur couple : mariage ? enfants ? vie professionnelle ?
Ils font connaissance avec une famille russe bizarre mais riche, qui est aussi en voyage touristique. Le père de cette famille, qui dit s'appeler Dima (et qui est le héros du roman, « le traître » dont parle le titre), est accompagné de sa femme Tamara (apparemment un peu folle et mystique), et de cinq enfants (dont la plus âgée est Natasha, 16 ans) parmi lesquels, outre Natasha, se trouvent deux garçons (Viktor et Alexeï) et deux fillettes (Katya et Irina).
Perry se lie avec Dima, dont la verve et la faconde le charment. Ils jouent plusieurs matches de tennis.
Mais Perry apprend par Dima que ce dernier veut faire une proposition aux services secrets britannique : il est prêt à donner d'importants renseignements aux Britanniques en échange d'un asile sur le sol du Royaume-Uni pour lui et sa famille. Ayant rencontré fortuitement Perry et Gail, il leur donne ce message car ils lui semblent honnêtes et droits.
Londres
Perry et Gail ont communiqué la petite cassette et la clef USB à un agent des services secrets du Royaume-Uni. Ils sont interrogés par Luke et par Yvonne, deux agents du MI-5 ; le chef du duo est Hector Meredith.
On apprend que Dima s'appelle en réalité Dimitri Krasnov, et qu'il est officiellement directeur pour l'Europe de la société financière Arena Multi Global Trading Conglomerate. Cette société est en fait une « société lessiveuse », qui blanchit l'intégralité de l'argent sale de la mafia russe investi en Europe occidentale, et spécialement dans la Cité de Londres. Dima est donc un mafieux russe de très haut rang. Son problème est qu'il va être très prochainement « débarqué » par les autres familles dans le cadre d'une réorganisation. Et il sait qu'à la suite de cette réorganisation, il sera exécuté...
Dima veut donc prendre les devants : 
- d'une part offrir aux Britanniques d'importantes informations sur les mouvements de capitaux, les relations avec les mafias italienne et américaine, les sociétés pourries, les sociétés fictives, les députés corrompus, les policiers ripoux, les ministres achetés, etc ;
- d'autre part se venger du projet d'exécution dont il est l'objet, mais aussi de l'exécution, il y a quelques semaines, d'un couple de proches amis, Mikaïl et Olga, eux aussi liés au blanchiment de l'argent sale, et dont il a recueilli les enfants.

Dima informe notamment les agents britanniques qu'Aubrey Longrigg, ancien membre des services secrets et actuellement député, ainsi que le célèbre avocat Bunny Popham, sont des soutiens actifs de sa société.
La proposition de Dima est examinée à Londres par Hector Meredith, qui commence par monter sa propre petite équipe, composée de lui, de Luke, d'Yvonne, d'Ollie. Puis Hector en parle à son chef, le redouté Billy Boy Matlock, qui est guère enchanté par l'opération, estimant que ce russe n'est peut-être pas fiable (risques d'intoxication) et que ceci concerne une autre agence gouvernementale.
En fin de compte, Billy Boy Matlock donne de mauvaise grâce son accord pour l'opération.
Mais Dima a exigé que Perry et Gail participent à cette opération : il veut en effet des témoins neutres de celle-ci et le respect par les Britanniques de leurs engagements.
Après tergiversations, Perry et Gail acceptent.
Paris
L'opération d'exfiltration doit se dérouler en deux étapes : d'une part à Paris, lors de la finale du Tournoi de Roland-Garros, opposant Roger Federer à Robin Söderling, où des infos seront remises au MI-5 par Dima afin de prouver la valeur de ses informations, où un contact sera pris entre lui et les agents secrets, et où la seconde partie du plan sera élaborée.
La seconde étape aura lieu peu de temps après la signature par Dima, à Berne en Suisse, de l'acte de vente de ses actions dans la société Arena Multi Global Trading Conglomerate. Dès la signature, sa famille et lui seront exfiltrés de Suisse pour se rendre en Grande-Bretagne.
Le jour dit, c'est-à-dire le jour de la finale du Tournoi de Roland-Garros, opposant Federer à Söderling, Perry et Gail se rendent au tournoi, munis d'un ticket d'entrée.
Le plan se déroule à merveille : ils rencontrent dans les gradins du court de tennis, « comme par hasard », Dima et sa famille ; ils s'embrassent ; Dima propose un match de tennis entre lui et Perry ; ce dernier accepte ; on prend rendez-vous pour l'après-match du Tournoi de Roland-Garros ; le match entre Federer et Söderlin a lieu ; retrouvailles des deux anglais avec la famille russe ; départ pour le Club des Rois ; arrivée dans l'établissement ; Dima et Perry se rendent au salon de massage ; le rendez-vous avec Hector a lieu ; une clef USB est remise par Dima à Hector ; information par Hector des modalités de la seconde étape à Berne ; sortie de la salle de massage ; match de tennis entre Dima et Perry ; coupe de champagne ; départ de Perry et de Gail ; rendez-vous de defriefing pour les britanniques.
Hector rend compte des résultats de l'opération à Billy Boy Matlock et prépare la seconde étape du plan. Perry et Gail ont donné leur accord pour en faire partie.
Berne
Dima, surveillé par Luke et Ollie, arrive dans l'hôtel prestigieux où doit être signé l'acte de vente de ses actions dans la société Arena Multi Global Trading Conglomerate. Une fois l'acte signé, il prétexte d'aller aux toilettes ; Dima et Luke assomment ses deux gardes du corps ; ils prennent la fuite par une sortie de secours. Tout s'est bien déroulé.
Pendant ce temps, Yvonne, Perry et Gail s'occupent de la famille de Dima. Après avoir éloigné le serviteur Igor, on réunit les enfants et Tamara pour les évacuer. Surprise ! L'aînée des enfants, Natasha, vient de faire une fugue ! Gail, qui avait échangé quelques textos avec l'adolescente, pense savoir où elle est allée. Yvonne et Perry s'occupent de Tamara et des quatre enfants, tandis que Gail va rechercher Natasha. L'ayant retrouvée au domicile d'un homme dont elle était tombée amoureuse, Gail regagne avec elle le lieu de rassemblement.
Contrairement à ce qui était prévu, la famille n'est pas exfiltrée immédiatement vers la Grande-Bretagne. Le lieu de repli est un chalet près de la petite ville suisse de Grindelwald.
Sous la garde de Luke, Yvonne et Ollie, et avec la présence de Perry et Gail, la famille réunie attend l'exfiltration. Les heures deviennent des jours, puis des semaines.
Un jour, Hector donne enfin la nouvelle : le Comité spécial chargé d'étudier les informations de Dima et l'exfiltration puis l'asile de la famille en Grande-Bretagne souhaite l'entendre de vive voix. Il devra donc faire seul le voyage vers la Grande-Bretagne, et sa famille suivra quelques jours après, dès l'obtention du feu-vert.
Le soir dit, Dima et Luke se rendent dans un aérodrome local. Ils montent dans un petit avion qui doit les emmener à Londres.
Quelques minutes après l'envol, l'avion explose soudain, tuant pilote et passagers.

## Remarques
- Par petites touches, l'auteur évoque la corruption des élites politiques et administratives des principaux pays occidentaux, ainsi que le blanchiment international de l'« argent sale ».

- Le Carré fait part du cynisme des pays riches qui, en toute connaissance de cause, profitent de cet argent sale sans s'en émouvoir. En particulier, la City de Londres est l'un des grands centres mondiaux de recyclage de l'argent sale, avec la complicité passive, si ce n'est active, des hommes politiques de tous bords. « Mieux vaut que le blanchiment se fasse chez nous plutôt qu'ailleurs » semble être la devise du Royaume-Uni selon l'auteur.

- Il montre les vicissitudes de l'action d'Hector, homme honnête qui va se retrouver en butte à l'opposition de sa hiérarchie, ainsi que des dirigeants des autres ministères chargés de donner leur accord pour l'asile de Dima et de sa famille en Grande-Bretagne. Son intégrité sera remise en cause ; nul ne souhaite vraiment un « déballage » de secrets inavouables.

- La mort brutale de Dima dans les dernières lignes du roman ne permet pas de déterminer les commanditaires de l'attentat (mafia russe ? services secrets russes ? services secrets britanniques ?), ni les conséquences de cet attentat. On peut néanmoins en déduire que l'opération d'exfiltration a été un échec total et que le destin de l'épouse et des cinq enfants sera difficile. Luke est mort dans l'attentat (on sait qu'il était marié et qu'il avait une enfant prénommé Ben), et le sort d'Hector dans les services secrets britanniques semble scellé.

## Publications et traductions

### Livres papier
- (en) John le Carré, Our Kind of Traitor : Novel, Londres, Viking Press, 16 septembre 2010, 320 p. (ISBN 0-670-91901-2)
- John le Carré (trad. Isabelle Perrin), Un traître à notre goût : texte intégral [« Our Kind of Traitor »], Paris, Seuil, coll. « Cadre vert », 2011, 384 p. (ISBN 978-2-02-102768-6)
- John le Carré (trad. Isabelle Perrin), Un traître à notre goût : texte intégral [« Our Kind of Traitor »], Paris, Seuil, coll. « Points », 2012, 445 p. (ISBN 978-2-75-782799-4)
- (de) John le Carré (trad. Sabine Roth), Verräter wie wir, Berlin, Ullstein, 2010, 416 p. (ISBN 978-3-550-08833-9).

### Livre électronique
John le Carré (trad. Isabelle Perrin), Un traître à notre goût : texte intégral [« Our Kind of Traitor »], Paris, Seuil, coll. « e-Pub » (EAN 978-2-02-104957-2)

### Livres audio
- John le Carré (trad. Isabelle Perrin), Un traître à notre goût : texte intégral [« Our Kind of Traitor »], Paris, Audiolib, 14 septembre 2011 (ISBN 978-2-35641-405-2, BNF 42500204, présentation en ligne) Narrateur : Didier Weill ; support : 2 disques compacts audio MP3 ; durée : 12 h 49 min environ ; référence éditeur : Audiolib 25 0441 3.

## Adaptation cinématographique
- 2016 : Un traître idéal (Our Kind of Traitor) de Susanna White